# Paul Alappatt
Paul Alappatt (ur. 21 kwietnia 1962 w Edathuruthy) – indyjski duchowny syromalabarski, od 2010 biskup Ramanathapuram.

## Życiorys
Święcenia kapłańskie przyjął 27 grudnia 1987 i został inkardynowany do archieparchii Trichur. Był m.in. prefektem i rektorem niższego seminarium, kanclerzem kurii oraz wikariuszem sądowym archieparchii.
18 stycznia 2010 został prekonizowany zwierzchnikiem nowo powstałej eparchii Ramanathapuram. Chirotonii biskupiej udzielił mu 11 kwietnia 2010 abp Andrews Thazhath.